# Церковь Димитрия на Крови
Церковь Димитрия на Крови — возведённый на живописном крутом берегу Волги православный храм Угличского кремля. Обозначает место убиения царевича Димитрия Угличского.
C 2001 года церковь является кандидатом на включение в список Всемирного наследия ЮНЕСКО.
В настоящее время храм занят Угличским историко-архитектурным и художественным музеем.

## История
На месте убийства царевича Димитрия в первые годы XVII века была срублена деревянная часовня. В 1630 году её сменила деревянная церковь. Сооружение ныне существующей церкви началось в 1681—1682 годах. Строительство велось на царские пожертвования, а с 1690 года перешло под покровительство княгини Анны Васильевны Черкасской, родственницы царицы Марии Нагой. В 1692 году каменный храм был закончен и освящён. Храм расположен на берегу Волги в северо-восточной части Кремля.
Легенда гласит, будто в каждую годовщину смерти царевича сквозь песок проступала кровь. Первый царь династии Романовых Михаил Фёдорович якобы тоже мог разделить судьбу царевича Димитрия, но был спасён Иваном Сусаниным, поэтому на свои средства повелел возвести каменную церковь. Романовы, в том числе и Пётр I, поддерживали культ Димитрия и придавали ему государственный масштаб.
В храме было три престола: главный — во имя царевича Димитрия, в нижнем тёплом этаже — во имя Архистратига Михаила, в тёплом приделе верхнего этажа — во имя Ярославских чудотворцев Фёдора и чад его Давида и Константина.

## Архитектура
Здание типа «корабль» состоит из вытянутого ввысь бесстолпного четверика с декоративным пятиглавием, трапезной, паперти (ярославского пошиба крыльцо на ползучих арках) и невысокой шатровой колокольни. Здание декорировано в нарядной манере конца XVII века. На кроваво-красной поверхности стен (цвет пролитой крови) выделяются белоснежные декоративные детали — наличники, полуколонны, карнизы. Южный фасад церкви хорошо сохранился, а с северной стороны в XIX веке был сооружён придел, плохо сочетающийся с архитектурой основного здания.

## Живопись и внутреннее убранство
В церкви сохранились росписи второй половины XVIII века, которые изображают смерть царевича Дмитрия, а также расправу толпы над убийцами. Предполагается, что они выполнены артелью московского подрядчика Сапожникова в 1772 году.
Росписи в трапезной посвящены библейскому сказанию о сотворении мира, Адаме и Еве, их грехопадении и изгнании из рая. Они выполнены мастером Петром Хлебниковым из Борисоглебских слобод в 1788 году и представляют собой яркий пример внедрения светских вкусов в церковную живопись (объёмно и реалистично выполненные обнажённые фигуры Адама и Евы).
Расчистка и укрепление росписи стен были выполнены Ярославской научно-реставрационной мастерской в 1971—1976 годах. Храм принадлежит местному музею, вход в него платный. Здесь выставлен знаменитый ссыльный набатный колокол.

## Галерея

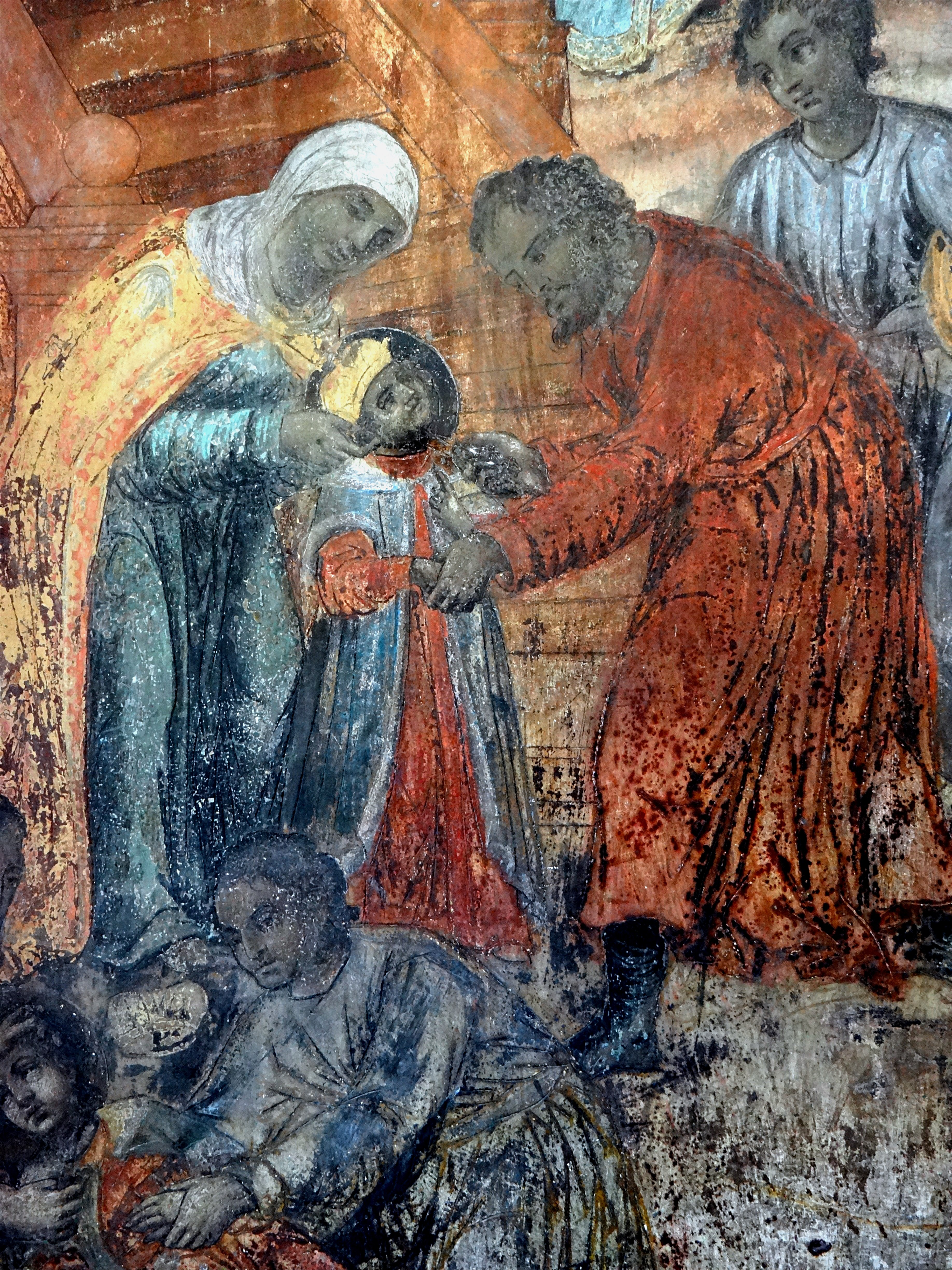
«Убиение царевича Димитрия» (деталь росписи западной стены)
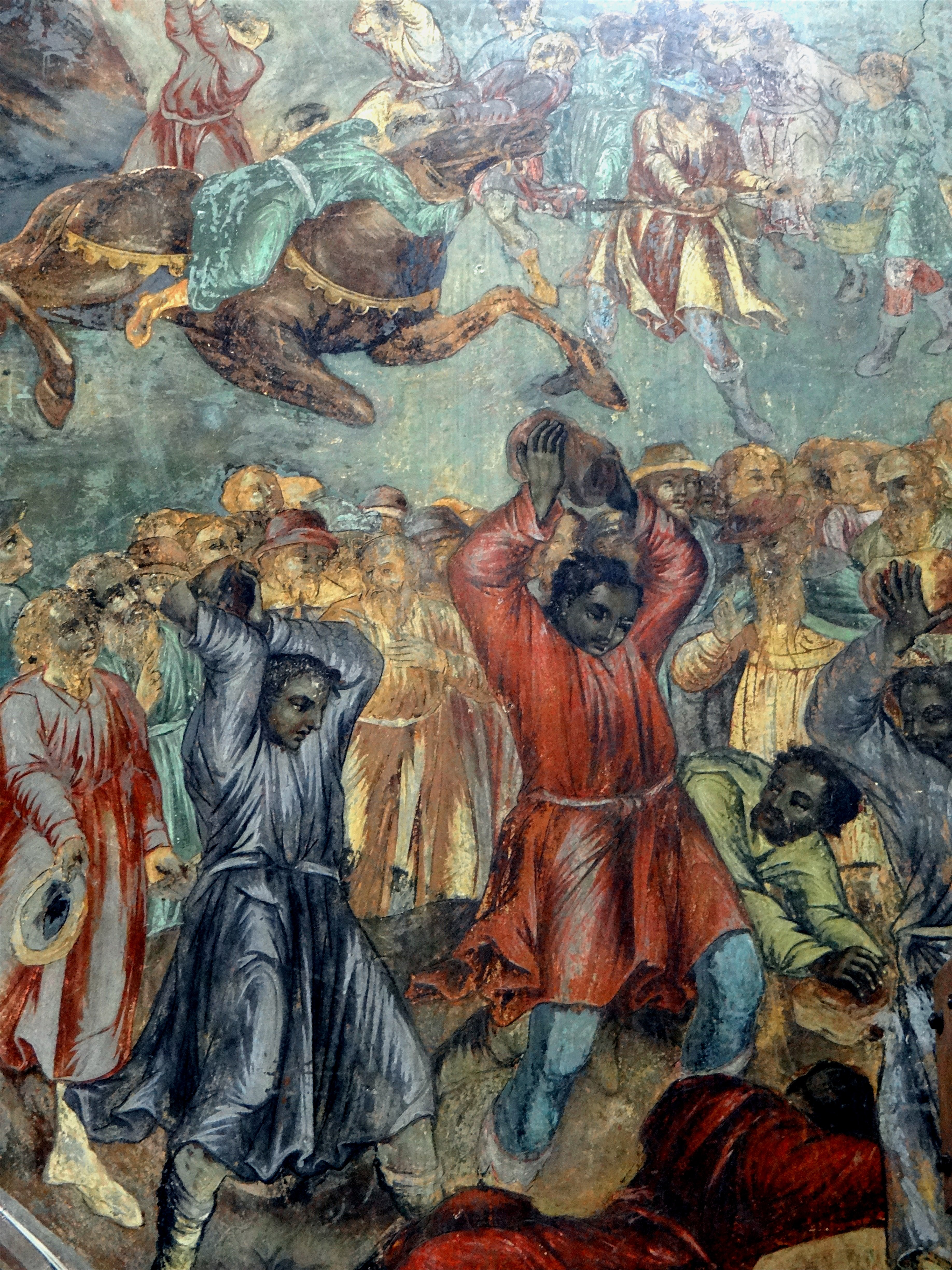
«Расправа над убийцами царевича Димитрия» (деталь росписи западной стены)
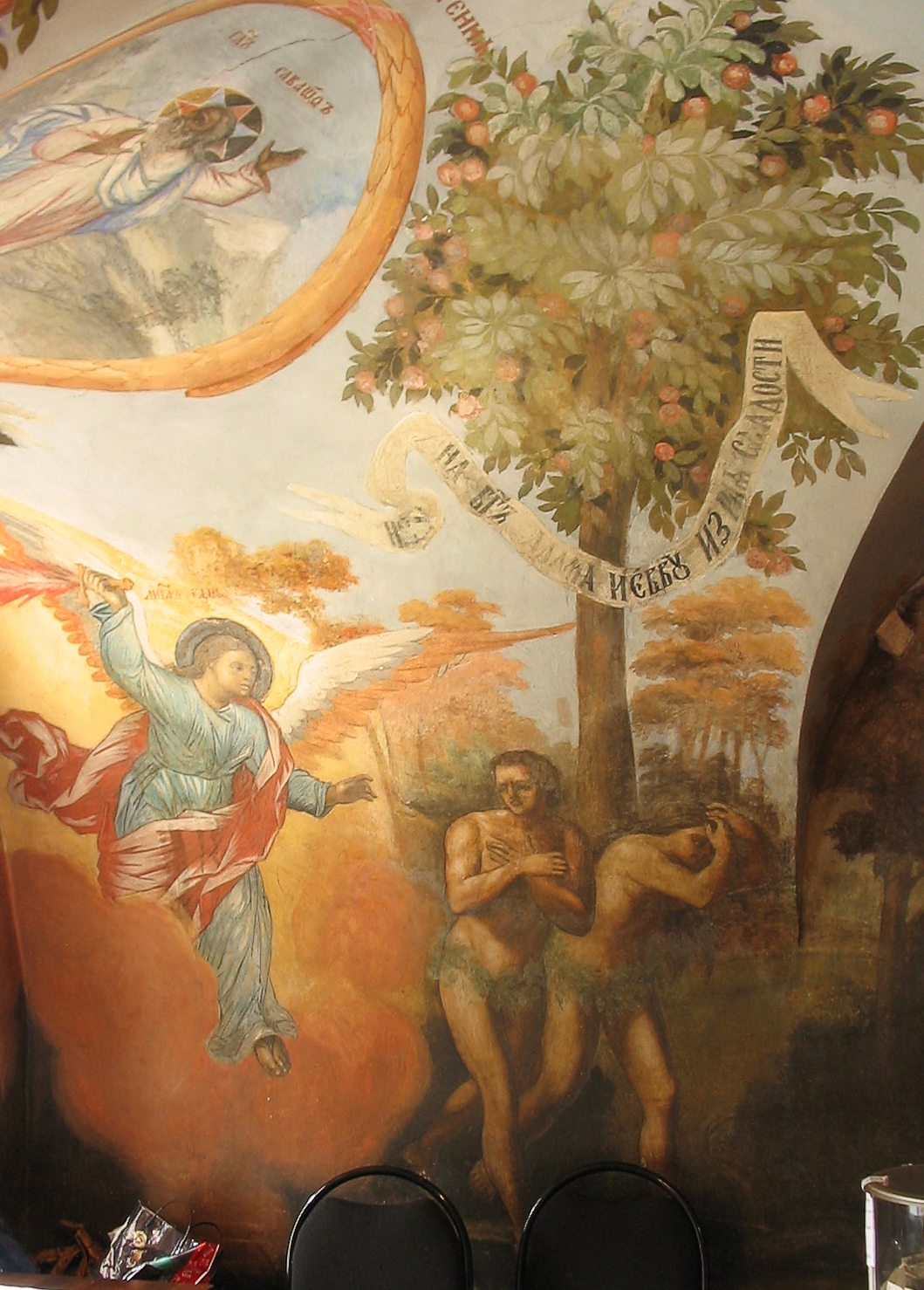
«Изгнание из рая» (деталь росписи трапезной, автор — Пётр Хлебников)

## Другое
В 2017 году британская газета The Telegraph включила церковь в число 23 самых прекрасных церквей мира.